# Choele Choel
Choele Choel é uma cidade da Argentina, localizada na província de Rio Negro